# Lijst van afkortingen in de milieukunde
Dit artikel bevat een lijst van afkortingen uit de milieukunde die universeel, buiten het Nederlandse taalgebied, gangbaar zijn.

## Eenheden
| Afkorting   | Betekenis(sen)                              |
| ----------- | ------------------------------------------- |
| cm          | centimeter                                  |
| eV          | elektronvolt                                |
| f/cc        | fibres per cubic centimetre of air          |
| fcc         | fibres per cubic centimetre of air          |
| g           | gram                                        |
| GPa         | gigapascal                                  |
| kJ/mol      | kilojoules per mol                          |
| kPa         | kilopascal                                  |
| kg          | kilogram                                    |
| l           | liter                                       |
| mg          | milligram                                   |
| mg/l        | milligram per liter                         |
| ml          | milliliter                                  |
| mmHg, mm Hg | millimeter kwik                             |
| µg          | microgram                                   |
| µg/l        | microgram per liter                         |
| mp          | melting point (smeltpunt)                   |
| n-          | normaal (chemisch)                          |
| n.o.s.      | Not Otherwise Specified                     |
| nm          | nanometer                                   |
| ppb         | parts per billion                           |
| pph         | parts per hundred (= procent)               |
| ppm         | parts per million                           |
| ppt         | parts per trillion                          |
| psia        | pounds per square inch absolute (verouderd) |
| psig        | pounds per square inch gauge (verouderd)    |
| s           | seconde                                     |
| torr        | mm kwik (mmHg)                              |

## Afkortingen

### A
| Afkorting | Betekenis(sen)                   |
| --------- | -------------------------------- |
| AC2       | ACGIH suspected human carcinogen |
| ALARA     | As Low As Reasonably Achievable  |
| AQTX      | Aquatic Toxicity                 |

### B
| Afkorting | Betekenis(sen)                                               |
| --------- | ------------------------------------------------------------ |
| BAT       | Best Available Techniques (Best Beschikbare Technieken)      |
| BCF       | Bioconcentratie Factor                                       |
| BHC       | Benzeenhexachloriden                                         |
| BHT       | Butylated Hydroxytuolene (Butylhydroxytolueen)               |
| BLS       | Basic Life Support                                           |
| BOD       | Biochemical Oxygen Demand/Biological Oxygen Demand (zie BZV) |
| BTEX      | Benzeen, tolueen, ethylbenzeen en xyleen                     |
| BTX       | Benzeen, tolueen en xyleen                                   |
| Bp        | Boiling Point (kookpunt)                                     |
| BZV       | biochemisch zuurstofverbruik (zie BOD)                       |

### C
| Afkorting | Betekenis(sen)                                                   |
| --------- | ---------------------------------------------------------------- |
| CAR       | Carcinogenic Effects (carcinogeen effect)                        |
| CAS No    | Chemical Abstracts Service Number                                |
| CFC       | Chlorofluorocarbon (Chloorfluorkoolstofverbinding)               |
| CGI       | Combustible Gas Indicator                                        |
| CMRs      | Carcinogenic, Mutagenic or toxic to Reproduction                 |
| CNS       | Central Nervous System                                           |
| COC       | Chemical of Concern                                              |
| COD       | Chemical Oxygen Demand (zie ook chemisch zuurstofverbruik (CZV)) |
| CVOC      | Chlorinated Volatile Organic Compound                            |
| Conc      | Concentratie                                                     |
| Concen.   | Concentratie                                                     |
| CZV       | chemisch zuurstofverbruik (zie ook COD)                          |

### D
| Afkorting | Betekenis(sen)                             |
| --------- | ------------------------------------------ |
| DDT       | Dichloordifenyltrichloorethaan (pesticide) |
| DNEL      | Derived No-Effect Level                    |

### E
| Afkorting | Betekenis(sen)                                 |
| --------- | ---------------------------------------------- |
| ECL       | Environmental Conservation Law                 |
| ECO       | Environmental Conservation Officer             |
| Ecn       | Exposure Concentration (n% of test population) |
| ED50      | Effectieve Dosis 50                            |
| Edn       | Exposure Dose (n% of test population)          |
| EHS       | Extremely Hazardous Substance                  |
| EIS       | Environmental Impact Statement                 |
| ELAP      | Environmental Laboratory Approval Program      |
| EPA       | Energie Prestatie Advies                       |
| EPB       | Energie Prestatie Binnenklimaat                |
| EQO       | Environmental Quality Objective                |
| EQS       | Environmental Quality Standard                 |
| ET50      | Exposure Time 50 (blootstellingstijd)          |

### F
| Afkorting | Betekenis(sen)      |
| --------- | ------------------- |
| FBP       | Final Boiling Point |

### G
| Afkorting         | Betekenis(sen)                |
| ----------------- | ----------------------------- |
| GW                | Grondwater                    |
| GFT (BE) gft (NL) | Groente-, fruit- en tuinafval |

### H
| Afkorting | Betekenis(sen)                                                                    |
| --------- | --------------------------------------------------------------------------------- |
| HASP      | Health and Safety Plan                                                            |
| HCB       | Hexachloorbenzeen                                                                 |
| HCFC      | Hydrochlorofluorocarbon                                                           |
| HDPE      | Hogedichtheidpolyetheen                                                           |
| HEPA      | High Efficiency Particulate Air / High Efficiency Particulate Arrestance (filter) |
| HFCs      | Hydrofluorocarbons (gehalogeneerde koolwaterstoffen)                              |
| HRS       | Hazard Ranking System                                                             |
| HW        | Hazardous waste (gevaarlijk afval)                                                |
| HazMat    | Hazardous Material                                                                |

### I
| Afkorting | Betekenis(sen)                          |
| --------- | --------------------------------------- |
| IBP       | Initial Boiling Point                   |
| IDLH      | Immediately Dangerous to Life or Health |
| ISR       | Investigative Summary Report            |
| Inds      | Indicators                              |
| IRGA      | Infrared gas analyser                   |
| Inhl      | Inhalatie                               |
| Insol     | Insoluble                               |

### J
| Afkorting | Betekenis(sen) |
| --------- | -------------- |
|           |                |

### K
| Afkorting         | Betekenis(sen)       |
| ----------------- | -------------------- |
| kca (NL) kga (BE) | klein chemisch afval |

### L
| Afkorting | Betekenis(sen)                               |
| --------- | -------------------------------------------- |
| LC        | Letale concentratie (dodelijke concentratie) |
| LC50      | Mediane letale concentratie                  |
| LCLO      | Lowest Lethal Airborne Concentration Tested  |
| LD        | Letale dosis                                 |
| LD50      | Mediane letale dosis                         |
| LDLO      | Lowest Lethale Dose Tested                   |
| LNG       | Liquified Natural Gas                        |
| Lpg       | Liquified Petroleum Gas                      |
| LTTD      | Low Temperature Thermal Desorption           |
| LUST      | Leaking Underground Storage Tank             |

### M
| Afkorting | Betekenis(sen)              |
| --------- | --------------------------- |
| MCL       | Maximum Contaminant Level   |
| MEK       | Methyl Ethyl Ketone         |
| MEL       | Maximum Exposure Limit      |
| MIBK      | Methyl Isobutyl Ketone      |
| MLC       | Median lethal concentration |
| Mpa       | MegaPascal                  |
| MRL       | Maximum Residu Limit        |
| MTBE      | Methyl-tert-butylether      |
| MUT       | Mutageen                    |
| mv        | Maaiveld                    |
| MW        | Molecular Weight            |

### N
| Afkorting | Betekenis(sen)                                                        |
| --------- | --------------------------------------------------------------------- |
| NA        | Number North American Number                                          |
| NCE       | New Chemical Entity                                                   |
| NCP       | National Contingency Plan                                             |
| ND        | Not Detected                                                          |
| ND, N/D   | Not Determined                                                        |
| NEO       | Neoplastic Effects                                                    |
| NOAEL     | No Observed Adverse Effect Level                                      |
| NOEL      | No Observable Effect Level                                            |
| NOS       | Not Otherwise Specified                                               |
| NTP-K     | National Toxicology Program-Known to be a carcinogen                  |
| NTP-R     | National Toxicology Program-Reasonably anticipated to be a carcinogen |
| NUI       | Nuisance dust                                                         |
| NVOC      | Non-Volatile Organic Compound                                         |
| Nox       | Oxides of Nitrogen (stikstofoxiden)                                   |

### O
| Afkorting | Betekenis(sen)                 |
| --------- | ------------------------------ |
| OEL       | Occupational Exposure Limits   |
| OES       | Occupational Exposure Standard |

### P
| Afkorting | Betekenis(sen)                                                                     |
| --------- | ---------------------------------------------------------------------------------- |
| PC        | Partition Coëfficiënt                                                              |
| P2        | Pollution Prevention (plan)                                                        |
| PAH       | Polycyclic Aromatic Hydrocarbons (polycyclische aromatische koolwaterstoffen, PAK) |
| PAPR      | Powered Air Purifying Respirator                                                   |
| PBTs      | Persistent, Bioaccumulative and Toxic substances                                   |
| pcb       | polychloorbifenyl                                                                  |
| PCDDs     | polychlorinated dibenzodioxins                                                     |
| PCDFs     | polychlorinated dibenzofurans                                                      |
| PCE       | perchloroethylene                                                                  |
| PEC       | Predicted Environmental Concentration                                              |
| PET       | Polyethyleentereftalaat                                                            |
| PF        | Resin Phenol-Formaldehyde resin                                                    |
| PFCs      | Perfluorocarbons                                                                   |
| pmd       | Plastic flessen, metaalverpakkingen en drankkartons                                |
| PNA       | Polycyclic Aromatic hydrocarbons                                                   |
| PNEC      | Predicted No-Effect Concentration                                                  |
| PNOC      | Particulates Not Otherwise Classified                                              |
| PNOR      | Particulates Not Otherwise Regulated                                               |
| POPs      | Persistent Organic Pollutants                                                      |
| PPE       | Personal Protection Equipment                                                      |
| PRA       | Pest Risk Analysis                                                                 |
| PSI       | Pound-force per square inch                                                        |
| PUR       | Polyurethaan                                                                       |
| PVA       | Polyvinyl Alcohol                                                                  |
| Pvc       | Polyvinylchloride                                                                  |
| Per       | Perchloroethyleen                                                                  |

### Q
| Afkorting | Betekenis(sen) |
| --------- | -------------- |
|           |                |

### R
| Afkorting | Betekenis(sen)              |
| --------- | --------------------------- |
| RAR       | Risk Assessment Report      |
| RDS       | Primary Irritation Dose     |
| REL       | Recommended Exposure Limit  |
| RHM       | Residual Hazardous Material |
| RLN       | Regulatory List Number      |

### S
| Afkorting | Betekenis(sen)                                                            |
| --------- | ------------------------------------------------------------------------- |
| SIDS      | Sudden Infant Death Syndrome (Wiegendood)                                 |
| SISD      | Spill Information System Database                                         |
| SNARL     | Suggested No Adverse Response Level                                       |
| SOM       | Some evidence of carcinogenicity                                          |
| SPCC      | Spill Prevention Control and Countermeasures Plan                         |
| STEL      | Short-Term Exposure Limit                                                 |
| STEV      | Short-Term Exposure Value                                                 |
| STP       | Standard Temperature and Pressure (standaardtemperatuur en standaarddruk) |
| SVE       | Soil Vapor Extraction                                                     |
| SVOC      | Semi-Volatile Organic Compound                                            |

### T
| Afkorting | Betekenis(sen)                                               |
| --------- | ------------------------------------------------------------ |
| TCA       | trichloroethaan                                              |
| TCDD      | tetrachlorodibenzo-para-dioxin                               |
| TCDF      | Tetrachlorodibenzofuran                                      |
| TCLO      | Lowest Toxic Airborne Concentration Tested                   |
| TCLP      | Toxicity Characteristic Leaching Procedure                   |
| TDLO      | Lowest Toxic Dose Tested                                     |
| TLM       | Threshold Limit, Median                                      |
| TLV-A1    | Threshold Limit Value-Confirmed Human Carcinogen             |
| TLV-A2    | Threshold Limit Value-Suspected Human Carcinogen             |
| TLV-A3    | Threshold Limit Value-Confirmed Animal Carcinogen            |
| TLV-A4    | Threshold Limit Value-Not Classifiable as a Human Carcinogen |
| TLV-A5    | Threshold Limit Value-Not Suspected as a Human Carcinogen    |
| TLV-C     | Threshold Limit Value-Ceiling                                |
| TSDF      | Treatment, Storage or Disposal Facility                      |
| TSRAL     | Temporary Safe Reference Action Level                        |
| TWA       | Time-Weighted Average                                        |
| Tk        | Toxicokinetics                                               |

### U
| Afkorting | Betekenis(sen)                              |
| --------- | ------------------------------------------- |
| UEL       | Upper Explosion Limit/Upper Explosive Limit |
| UFL       | Upper Flammable Limit                       |
| USM       | Universal Sorbent Materials                 |
| USOS      | US Occupational Health Standard             |
| UST       | Underground Storage Tank                    |
| UV        | Ultraviolet                                 |

### V
| Afkorting | Betekenis(sen)                                      |
| --------- | --------------------------------------------------- |
| VD        | Vapour Density                                      |
| VOA       | Volatile Organic Analysis                           |
| VOC       | Volatile Organic Compound                           |
| vPvBs     | Very Persistent and Very Bioaccumulative substances |

### W
| Afkorting | Betekenis(sen)                                                |
| --------- | ------------------------------------------------------------- |
| WEEL      | Workplace Environmental Exposure Limit                        |
| WGK       | Wassergefährdungsklasse                                       |
| WHC       | Water Hazard Class                                            |
| WWTP      | Waste Water Treatment Plant (Rioolwaterzuiveringsinstallatie) |

### X
| Afkorting | Betekenis(sen) |
| --------- | -------------- |
|           |                |

### Y
| Afkorting | Betekenis(sen) |
| --------- | -------------- |
|           |                |

### Z
| Afkorting | Betekenis(sen)                                     |
| --------- | -------------------------------------------------- |
| zPzB      | zeer persistente en sterk bioaccumulerende stoffen |